# Buchananiella
Buchananiella is een geslacht van wantsen uit de familie bloemwantsen (Anthocoridae). Het geslacht werd voor het eerst wetenschappelijk beschreven door Odo Reuter in 1884.

## Soorten
Het genus bevat de volgende soorten:

- Buchananiella continua (White, 1879)
- Buchananiella crassicornis Carayon, 1958
- Buchananiella devia Bergroth, 1924
- Buchananiella garoensis Muraleedharan, 1977
- Buchananiella indica Muraleedharan, 1977
- Buchananiella leptocephala Yamada & Hirowatari, 2005
- Buchananiella pseudococci (Wagner, 1951)
- Buchananiella whitei Reuter, 1884